# 星のカービィ! も〜れつプププアワー!
『星のカービィ! も〜れつプププアワー!』（ほしのカービィ も〜れつプププアワー）は、『月刊コロコロコミック』および『別冊コロコロコミック』に連載されていた谷口あさみ作の漫画である。
他の漫画と区別するため、「も〜ププ」、「ププアワ」、「谷口カービィ」と呼ばれることがある。

## 概要
『月刊コロコロコミック』で12年間連載されていたひかわ博一による『星のカービィ デデデでプププなものがたり』と交代という形で、2006年11月号で予告が掲載された。一足先に『別冊コロコロコミック』2006年12月号で読み切りの『星のカービィ 参上!ドロッチェ団』として掲載（単行本第1巻掲載版でのタイトルは『参上!ドロッチェ団 あいつの名はカービィ!!』）。その後、『月刊コロコロコミック』12月号から連載開始。10年間の連載を経て『月刊コロコロコミック』2016年10月号で完結した。なお、同誌では入れ替わる形で翌月号から武内いぶきによる『星のカービィ 〜まんぷくプププファンタジー〜』が連載されている。
この漫画の中ではプププランドはコンビニすらない「田舎」として扱われており、デデデ大王も住民を「庶民」として見下しているなど、アニメ版に似ているところがある。また、同作でのプププランドの反対側は都会になっている（その背景には、東京タワーやフジテレビらしき建物があった）。冒頭は「（ここは）もーれつに平和なプププランド…」で始まることが多い。また、漫画オリジナルのキャラクターやアイテム、技が出るシーンでは「（もちろん）○○はゲームには登場しません（ありません）」と注釈が出ることが多い。
作画は前作に比べて柔らかい感じの描写だが、一部のシーンではさいとう・たかをや原哲夫が描いたような劇画タッチやリアル画の場合もある（特にデデデ大王やナックルジョーが呆然とした時や驚愕した時に使われる）。作風は前作が比較的テンポの良い感じで話が進んでいくのに対し、こちらはボケやツッコミのリアクションが大きく、ギャグ漫画の要素が高い。また、ほのぼの観を重視した前作に対し、一部の話で繰り広げられるバトルシーンや時に築かれる友情といった感動を誘う展開が取り入れられているのも特徴である。
2002年以降の作品（『星のカービィ 夢の泉デラックス』『星のカービィ 鏡の大迷宮』『タッチ!カービィ』『参上!ドロッチェ団』、『ウルトラスーパーデラックス』、『毛糸のカービィ』、『あつめて!カービィ』、『星のカービィ Wii』、『星のカービィ トリプルデラックス』、『タッチ!カービィ スーパーレインボー』、『星のカービィ ロボボプラネット』）を題材としているため、それ以前（『星のカービィ64』など）のゲームにしか出てこないキャラクターは登場しない。
2012年7月19日に発売されたゲームソフト『星のカービィ 20周年スペシャルコレクション』の中に、さくま良子による漫画、ひかわ博一による漫画と共に単行本1巻第一話が収録されている。
2017年10月時点でマンガ「星のカービィ」シリーズの累計発行部数は1000万部を突破している。

## あらすじ
カービィがもーれつに平和なプププランドを舞台に、1巻ではドロッチェ団との関わりや騒動を巻き起こし、2巻中盤以降ではデデデ大王やプププランドの住人が様々な行事を楽しみ、可笑しな事件を繰り広げる。

## 登場キャラクター

### メインキャラクター
カービィ
本作の主人公。宇宙一の能天気者で、ボケ役。一人称は「ボク」。語尾に「なのだ」とつけ、「プ!」「プ?」が口癖。笑い方は「アハハハハ」。好奇心、食欲ともに旺盛であり、何でも食べようとする癖がある（ただし何を食べても平気というわけではなく、雪を食べて腹痛になったことがある）。本作でのコピー能力は、キャラを吸い込まずに「コピー能力!!」と叫ぶことによる変身か、アニメ版のように氷や羽根などの物体を吸い込む形となっている。ドクが手に入れたデータによると、プププランド一の危険人物。服を着ていないと思われがちだが、冬季はフリース製のボディフィット型コート、夏季は通気性抜群の夏服を着ている。公式では「一応、歯はない」とされているが、本作では常時歯が生えており、八重歯が特徴。また、指も存在しており、作中では親指・人差し指・中指が描写されているシーンがあったりと、公式設定と異なる描写が多い。また、目のハイライトは3巻第6話から変更された。年齢はナックルジョー曰く「子供」らしい。
基本的に考え無しだが、食べ物に絡むと知性が働く。カービィにとって命に関わる大事よりも空腹が深刻らしい。食への執念は凄まじく、ハルトマンワークスカンパニーで24時間働かされることより食事が一日一粒のサプリメントしかないということに絶望したりデデデにバレないように変装してファミレス「デデーズ」に入店したり、桜の木に成り済まして花見の弁当を盗み食いしようとしていた。さらにはクリスマス、食べすぎで外に出され、ツリーに変装し、パーティ料理を盗み食いしようとした。カービィが食欲がないということは宇宙が崩壊してもありえないことらしい。また、劇で桃太郎の仲間役のバウたちを仲間にするため、温泉チケットの束が入ったケースを献上するなど狡賢い一面を見せた。会話中に直進したり、別の方向を向くなど人の話は最後まで聞かない。歌は原作や前作と違って上手だが、コピー能力「マイク」を使った時だけは原作通りの殺傷能力のある歌声になる。また、おならは凶器レベルの臭さで大食い大会の参加者（風邪気味で鼻が詰まっていたストロンを除く）を一撃でリタイアさせ、デデデとヘビーナイトを1ヶ月間気絶させた。
暢気な言動や天真爛漫な性格と裏腹に、いざという時の動作はかなり俊敏で、たまに本気でバトルするときには華麗なアクションを見せるまた、バトルを楽しんでいる節があり、ダメージを受けても笑っていられ面白がる。いきなり人生の道や心の迷い、自分探しなどの詩を詠うこともある。小鳥を飛び立つまで世話をするなど優しい一面もある。絵画が得意で、2巻第4話ではそっくりなリンゴを絵を描いて見せた。絵が得意な一方、手紙を渡した相手が読み間違えるほど悪筆。
デデププと比べて圧倒的に味方が多い。プププランドの住人に迷惑をかけるが、デデププと比べるとやや控えめ。
ドロッチェ団に入ろうとしたこともあり、チューリンの耳らしきものをセロテープでくっつけていた（予告版、2巻第9話）。
デデデ大王
デデデ城に住む大王。カービィのライバル。ドロッチェとは仲が悪く、予告版ではドロッチェ団の登場により自分の出番があるかどうかを心配していた。関西弁で喋る。笑い方は「なはははは」。プププランドの住民のことを「庶民」と呼んでいるが、仲はそれほど険悪ではない。初期はプププランドの住人はカービィやバウ、ナックルジョー、ドロッチェ達を除いて、彼に対して敬語を使っていた。怒ると怖い。
連載当初は完全なサブキャラとなっており、『トリプルデラックス』以前のゲームにおけるデデデ大王の立場に近かったが、2巻終盤以降から準主役級に返り咲いた。一人称は「わがはい」。ユニークなキャラクターが多い中、どちらかといえば常識人である。カービィに対するツッコミは、ハンマーによる殴り飛ばしやバックドロップ、スライディングなど暴力的なものが多い。
カービィに意地悪したり張り合ったりしたりするが、二人で南の島へ年末年始を過ごしに行くなど基本的には仲がいい。しかし、カービィに相当酷い目（主に食べ物を盗られることが多い）に遭っており、4巻第3話では今までの恨みを晴らそうと爆弾を使って見事仕返しすることに成功したが、カービィだけでなく周囲をからかった事が災いしたのか爆弾の起爆ボタンを押してしまい、自分が爆発に巻き込まれた。ただし、前作ほどカービィの悪戯の矛先を向けられることは少なく、表面上では疎ましく思っていながらも内面では淋しがる一面を覗かせることもある（7巻8話においても「カービィのままの方が良かった」と物寂しげに呟いていた）。「生命力が半端じゃない」とみんなに言われたことがある。
カービィよりも弱いが、常にやられ役かつ臆病者であったひかわ版とは異なり実力者であり、本気でバトルするときにはカービィ、メタナイトに引けを取らない戦いぶりを見せることもある。さくま版とひかわ版同様、お化けが苦手。
ファミレス「デデーズ」の店長を務めている（2巻第7話）。
クールスプーク
通称「クール」。真面目な性格で、カービィの友達兼ツッコミ役のてるてる坊主。主にツッコミ役でメインのキャラクターの1人。前作の初期レギュラーのチービィに代わる存在。バウとは気が合う凸凹コンビ。予告編では異なるサングラスをかけていた。バトルシーンでは実況を担当する（2巻第6話、第10話）。
本作の原案である『参上! ドロッチェ団』と『ウルトラスーパーデラックス』から登場しているキャラクターの中で、唯一『星のカービィ 夢の泉の物語』および『星のカービィ 夢の泉デラックス』から登場しているキャラクターである。
バウファイター
通称「バウ」。存在感の薄いマイペースかつ皮肉屋な性格の格闘犬（作者曰く「犬のような生き物」）。リアル顔で書かれている。カービィの友達の一人だが、老人のような物言いをする。デデデのご飯を横取りしたときに「またカービィか」と怒ったデデデに「いつも盗み食いするのはカービィとは限らない」と諌めたり、漫画の主役になろうとするメタナイトを「おまえには主人公としての素質がない!!」と罵るなど、厳格な言動を取ることがある。自宅にカービィとカービィロボに勝手に住まれた時は激しくツッコミをしていた。また、マルクにデデデたちと一緒に危機的な状態に陥っても自己犠牲も構わないなど度胸が大きい。だが金銭にがめつい所もあり、7巻8話ではカービィをアイドルに祭り上げ、一攫千金を目論もうとしたことも。彼もメインのキャラクターの1人で、主にボケ役を担当しており役割が正反対のクールやナックルジョーと行動することが多く、ツッコミは基本的にポーカーフェイスで呟くということが多いが、ハイテンションでツッコミをすることもある。また、彼がいう親父ギャグは聞いた人を凍てつかせるほど寒い。バトルのエキスパートであることもあって、バトルシーンではよく解説を担当（しかし爪を切っていたり団子を食べていたり解説をしないこともあるがする。
子犬を欲しがるナックルジョーの要望に応えてカービィによってプレゼントにされたが、ナックルジョーにはあっさり拒否された。
ガオガオ
気弱だが、友達思いで心優しい性格の青い熊。語尾に「 - デス」を用いる。登場当初はモブキャラクター的な扱いだったが、その後も継続して登場し、メインキャラクターとなった。
上述のように非常に気が小さく、自分の身に危険が及ぶことには一切関わろうとしない。本人もその性格を気にしており、7巻10話では金のこいのぼりによって強くなり形相も凶暴になったが、野望は「毎日朝寝坊するし、トイレの後手を洗わずにご飯を食べる」としょうもないものだったため、ナックルジョーたちに「気が小さいままでよかった」と呆れられた。
メタナイト
騎士道精神あふれるクールな戦士だが、どこか勘違いしており、言葉が若干英語交じりでいちいちポーズを決めることが多いお調子者。彼1人で登場するコマには、バックに薔薇が描かれていることがほとんど。一人称は「わたし」で、口癖は「オーマイガー!!」「ヘイ、ユー!」「愛と正義の名にかけて - 」など。笑い方は「フハハハハ」。宝剣ギャラクシアの持ち主。ドロッチェには嘔吐されるほど拒絶反応を起こされた。女の子たちからはかなり慕われているらしく、黄色い歓声を浴びては調子に乗り、その隙をカービィに突かれひどい目にあう。また、幽霊が大の苦手で、ゴーストをコピーしたカービィを見ただけで気絶するほど。
カービィに敗北して以来彼をライバル視している。本作品の堕落したプププランドに非常に耐えられないらしく、戦艦ハルバードに乗り、主人公の座を巡ってカービィに決闘を申し込むが、結局は失敗に終わる。それどころか「普通すぎる」や「ベタすぎ」「つまんない」などの罵言を気にして、どじょうすくいをしてみたが、「メタナイトが壊れたー!!」と周囲を白けさせたことも。マルクが来襲した際は、カービィがデデデたちを助けた後に落下した特大爆弾を受け止め破壊するなどの活躍を見せたが、加勢しようとしたところをカービィに「（これは）自分とマルクの戦い」として吹っ飛ばされる。6巻第7話では春一番によってマスクが飛ばされ、カービィたちに素顔を見られることを嫌がりトイレットペーパーで全身を巻き素顔を隠していた。
前述のように原作やアニメとは異なりナルシスト振りが強調され（原作やアニメでもナルシスト、自信家という描写はあったが、強調されたことはなかった）、かなりのネタキャラとなっている。
ナックルジョー
皆から頼りにされているしっかり者の格闘家。穴に落ちてしまい、出口を探していたところを落ちてきたカービィにぶつかり、気絶していたところをカービィの吸い込みによるヘルパー能力で回復したが、カービィのヘルパーとなってしまう。カービィの能天気振りに振り回されながらも共に洞穴から脱出した。
当初はカービィにヘルパーにされた事がかなり不本意だったようで「カービィのヘルパーをやってる場合じゃねーの!!」と頑なに否定していたが、ワムバムロックの攻撃からカービィに助けられたことから協力することを決意した。洞穴から脱出後はヘルパーから開放されたが、以後カービィのことを友達として認めるようになった。
その後も継続して登場し、ドロッチェ団から取って代わりメインキャラクターとなった。主にツッコミ役を担当。また、子犬を欲しがるという一面もある。
マルク
星を襲ってはその星を破壊する恐ろしい魔法使い。性格は極悪非道かつ残忍卑劣。襲撃した数々の星を破壊するだけで飽き足らず、プププランドを征服しようと来襲する。征服するためには手段を選ばず、監禁したデデデ大王たちと特大の爆弾を崖縁に吊り下げて選択させるなどの卑劣な行動も厭わない。また、カービィをねじ伏せるほどの高い戦闘力を持っている。デデデたちと特大の爆弾をどちらを選択するかカービィに迫るが、デデデたちはカービィに救出され、特大爆弾は危機に駆けつけたメタナイトによって破壊されてしまう。
そして、翼を出した戦闘形態でカービィを圧倒、ブラックホールでカービィに深手を負わせるが、カービィのクラッシュを受けて彼も大ダメージを受ける。最後はカービィの頭突きを喰らって崖から落ちそうになるが、カービィに救われ再戦を約束した後、カービィたちに「平和を楽しめよ」と別れを告げプププランドを後にした。
後に宇宙をさすらっている途中で再びプププランドに降り立ち、暇つぶしとしてカービィに雪合戦を挑む（自分が勝ったらプププランドを破壊するつもりだった）。雪玉から月の投げ合いの末、月を廻って肉弾戦に入るが、月の投げ合いによってプププランドが壊滅してしまい、激怒した住民にカービィと一緒に追い回された。
7巻5話では、勝負だと聞いて学芸会の桃太郎コンテストの主役候補として出場させられた。
ゲームとは違い、ツリ目で手がある。一人称は「オレ」「オレさま」。語尾に「 - サ」をつける。笑い方は「ヒャハハハハ」。初登場の際に見せしめとして灰にしたカービィのリンゴは、4巻カバー裏の裏表紙によれば返したとのこと。また、上記のように登場当初は原作以上に病んだ笑い方や幼稚な残虐性を前面に出した性格だったが、話が進むにつれ粗暴で意地悪なキャラになった。

### ドロッチェ団
ドロッチェを中心に活動をする組織で、作品上でも重要な役を果たしているキャラたちである。活動資金が足りないせいか、バイトなどをやるなど貧乏そうな一面も見せている。
『星のカービィ 参上!ドロッチェ団』発売から時間が立っているためか、3巻以降はモブキャラ的な登場が多くなり4巻の巻末クイズで久々に登場したが、バウに名前すら忘れられた。
ドロッチェ
ドロッチェ団のリーダー。お宝を狙ってプププランドにやってきたが、1巻第2話では一転してコンビニ店長をやっていた。盗賊のほんの気まぐれらしいが、実は全国チェーン展開して大儲けしようとしているなどといったセコそうな一面を何度か見せていた。読み切り版ではクールな性格だった。一人称は「オレ」。団員たちからは「ドロッチェ」もしくは「団長」と呼ばれている。
いつも悪巧みをしているがカービィの行動によって失敗に終わる。セコいことを考えて経営したコンビニが破綻した後は生活が苦しくなっているらしく、クーラーを買うお金もないため、夏のアジトは地獄だという。またこの後も売店を経営したりしている。
メタナイトなどのキザキャラやクール系キャラが大嫌いで、嘔吐するなどの拒否反応を起こすほど。ボケもツッコミもこなす。
彼が羽織っているマントは話によってはコート状になっていたりする。また、マントの止め具についている鈴は、なぜか飼い猫などの首輪についている鈴になっている。
2巻第9話で「地デジ星にある黄金のハイビジョンテレビを盗みに行く」と言い、ロケットでプププランドを旅立つが、カービィが熱い思い（厚い重い）を込めたコロコロ31年分をロケットにくっつけたため重量オーバー。近くの星（ポップスター）に墜落し、結局失敗に終わった。
6巻第9話で久々に登場（最後の登場から約3年経過）し、7巻10話で金のこいのぼりを手に入れようと部下を引き連れカービィ達との争奪戦を繰り広げた。
スピン
ドロッチェ団の一員。一人称は「オレ」で語尾に「ッチュ」とつける。基本的にツッコミ担当。手裏剣などを使って攻撃する。1巻でコンビニを知らないカービィに対して「田舎ってこわいッチュ」とツッコんでいることから、元々は都会に住んでいたと考えられる。
ストロン
ドロッチェ団の一員。マッチョキャラでかなりの大食いである。一人称は「オイラ」、「もー」が口癖。普段は寝ていることが多く、1巻第5話ではドクのロボットがアジトを破壊しても寝続けていた。天然系ボケ役。
ドク
ドロッチェ団の一員。頭が良い。一人称は「わし」。いつもUFOのような機械に乗っている。基本的には頭脳派。だが、読みきり版ではスケベな一面も見せた。弱い。
チューリン（青、黄、緑）
ドロッチェ団の戦闘員。だが、基本的に出番はあまりない。一応喋ることはできる。

### サブキャラクター
Mr.フロスティ
初登場の第1話では大食い大会でおでんを食べた数をカウントしていた。第2話ではデデデ大王同様、コンビニで買った弁当を温めようと頼んだがファイアカービィに燃やされる。主に畑仕事をしているが、その他にも美術館の警備員やエアコンの修理屋、たこ焼き屋をやったりとエキストラながらかなりの頻度で登場。人を小馬鹿にしたような気の抜ける表情が特徴である。「だっぺ」と東北訛りの口調を用いる。
2巻第1話では修理屋をやっていたがハワイでバカンスしていたため、留守の間はカービィにバイトをさせた。バイトの報酬はりんご。
体色は2巻の表紙では白だったが、6巻の裏表紙から水色に変更された。
ボンカース
1巻第1話では大食い大会に参加していたが、カービィが巨大おでんの鍋の中でおならをしたため、続行できずリタイア。
Mr.フロスティに比べて登場頻度は少なめだが、美術館の警備員や主婦、警察官など様々な役回りで登場することが多い。
ペイントローラー
1巻第1話から登場。彼も大食い大会に参加したが、やはりカービィのおならのせいでリタイア。また、この時は語尾に「だゼ」とつけていた。ほかにも、鬼役として逃げるカービィにぶつかって携帯電話を落とし、その携帯電話をナックルジョーに踏み壊され、ナックルジョーを「鬼」と罵った。随分人相が悪そうな顔が特徴。7巻4話では団子（亀の卵）を食べようとしないカービィを筆でくすぐって口を開けさせた。また、モーレツピザの配達員もこなしていた。
チリー
1巻第2話では弁当を温めようとしたところをファイアカービィに燃やされ、跡形も無く溶けてしまった。同巻第3話では吹雪の中張り切っていたが、ホイールカービィに吹っ飛ばされた。5巻第2話でも気温が暖かくなっても頑張ろうと意気込んでいたが、またしてもカービィに吹っ飛ばされた。
6人暮らしだが、兄弟かは不明。暑い日が嫌いで、夏場は秋までいくつもの氷と冷房の利いた極寒レベルの部屋で過ごしている。
バッティー
デデデ大王の側近のコウモリ。語尾に「でっせ」や「まっせ」と少し砕けた敬語をつける。話によってはトーンがつけられていない場合がある。
ヘビーナイト
バッティー同様、デデデ大王の側近。デデデによく重荷の運搬を押し付けられている苦労人。2巻第10話では、カービィのフェイントを侮ったところを当てられ、昏睡状態に陥って脱落した。
ミセス・モーリィ
「ザマス」口調が特徴の女のモグラ。地中にある家に暮らしており、もーれつピザが壁を壊して家の中に入っても怒らないおおらかな性格。
コックカワサキ
行列のできるレストランの3つ星シェフ。春のパン祭りのパンを全部かっぱらったカービィに勝負を仕掛けた。ややイヤミな性格で、相手を挑発したり自分の勝利を確信する度に嘲笑じみた顔になる。得意技は「コックカワサキスマッシュ」（漫画オリジナル）。また、カービィに自動に料理をしてくれるテレビの役をやらされたほか、カービィから願いの叶うキャンディを奪おうと特大のホットケーキで身動きを取れなくするが、カービィの食欲により特大ホットケーキを食べ尽くされ失敗。一人称は「ミー」で語尾に「ある」や「ね」をつける。ゲームと違い、指がある。また、目は輝いている。レストランのシェフの他にもケーキ屋やラーメン屋などの店主も兼任している。
マホロア
異世界から来た宇宙船ローアの持ち主。ぶりっ子だが、本性は腹黒く、怒ると口調も粗暴になり、その度に「怒ってない」とごまかす。メタナイトからは、「宇宙船を持っているとかミステリアスな見た目とかが自分と被っている」という理由で目の敵にされた。
ローアの修復後、今まで隠していた本性を現し宇宙の支配者になる手始めとしてプププランドの破壊を企てようとしたが、偶然カービィが蹴った石によってローアが完全粉砕した為、その野望は打ち砕かれた。
タランザ
秘密の計画のためフロラルドから来た魔術師。弱い相手を見下す傾向がある。6本腕があり、それぞれに意思がある。空腹で力が出なくなったカービィに止めを刺そうとするが、ウォンキィが手に入れたきせきの実によって復活したカービィのビッグバン吸い込みによってコマごと吸い込まれた。乙女チックな性格で、お菓子を食べながら日記を書くのが日課。またクィン・セクトニアのことを溺愛している。
ウォンキィ
臆病者だが、いざという時はしっかりした芯の強い性格で、タランザに苦戦するカービィにきせきの実を渡すが、そのままカービィのビッグバン吸い込みにデデデとタランザとともに巻き込まれた。
エリーヌ

ブリッパー
カービイが作ったプールに住んでいる魚。カービイに助けられた。元々は川に住んでいた。母親と兄弟も登場している。

### ゲストキャラクター
エイブン
1巻第1話に登場。大食い大会に参加したが、ペイントローラーとボンカース同様やはりカービィのおならによりリタイア。
コックン
プププランドの料理の鉄人。このキャラがいるためか、この作品ではコックカワサキの出番は3巻第10話までなかった。
ペンギー
1巻3話では「山小屋の主」として登場。ドロッチェ団に小屋の屋根の雪下ろしを依頼する。3巻第6話では、演劇同好会会長として登場するが、カービィの劇のおかしな結末に感涙したり、『爆笑レッドカーペット』風に判定するなど（例…「中笑いじゃな。」「大笑いじゃー!!」）判定どころに問題がある。
ウィスピーウッズ
通称「ウィスピー」。1巻第8話で森の中で行方不明になった。ガオガオに捜索の依頼をされたカービィが発見したが、森の中が良いと決心し森で生活することにした。しかしその生活はIHが導入された、かなり近代的なものであった。デデデ曰く、ウィスピーのリンゴは1個1万円の価値があるとのことで、そのうわさを聞いたドロッチェ団がウイスピーを狙って森の中を探し回るが、道に迷った挙句ガオガオに突き飛ばされ、ウィスピーは捕まらずに済んだ。木なのに昆虫が大の苦手。
ガブリエル
釣りスポットとして有名な地底海で泳いでいる、浮輪をつけたサメ。ドロッチェが餌としてつけたキャンディーに喰いついたカービィと一緒に釣りあがり、大喧嘩をしでかした。
ドロシア
実体を絵に、絵を実体にできる「魔法の絵筆」を使い、世界の全てを自分の芸術品にしようと考えた魔女。笑い方は「ホホホホホ」。突如デデデ城に来襲し、デデデや彼の部下たちを絵に変えた直後、話を聞いて駆けつけたカービィと対峙。「魔法の絵筆」の奪い合いによる戦いを繰り広げるが、最後には隙をついたカービィの絵筆によるイナズマ攻撃によって敗北した。それ以降は音沙汰がなかったが、8巻第2話にて久しぶりに登場し、デデデチームの一員として綱引き大会に参加するが、セリフはなかった。
本作では通常の姿である「ドロシア ソーサレス」で登場しており、顔のデザインも目から不気味な光を放つ原作の恐ろしいイメージから一変、可愛らしい目つきに描かれている。
ボクシィ / アニー / バウンシー
数少ない女性三人組。デデーズでアイスを注文したところ、カービィにコピー能力「アイス」で氷付けにされた。3巻6話に再登場。その他随所に登場する。バウンシーだけは荷物を運ぼうとしている所をメタナイトに救われるシーンがある。
ビルゲ / チップ
ありとあらゆるものにツッコミを入れまくる「つっこみ隊」を名乗る二人組。そのつっこみは本作品だけにとどまらず、他の『コロコロ』連載陣にまで及ぶことも。日常においてあまりにもツッコミどころが多すぎるカービィを再教育しようと考えたが、最終的にはあまりのボケっぷりに手を上げ、諦めることになった。一回切りのキャラかと思いきや、その後も密かに継続して登場。サブキャラたちに紛れて自然なツッコミを繰り出している。お笑い芸人を目指しているらしく、笑いにはストイック。
5巻のカバー裏の裏表紙では、自分たちの出番が少ない事に文句を言っていた。
ダイナブレイド
雛の世話のため、プププランドの作物を荒らしていた巨鳥。カービィにすっかり忘れられて大ショックを受けるなど、久しくゲームに登場しなかったことが災いし、影が薄くなったことを嘆いた。喋り方は女っぽいがやや荒い。
ダイナベイビー
ダイナブレイドの雛。彼女を「お母ちゃま」と呼ぶ。可愛く描かれている。
魔人ワムバムロック
洞穴の出口を塞ぐ岩の魔人。岩の拳でカービィとナックルジョーを攻撃するが、カービィの「身代わり」に引っ掛かったところをカービィとナックルジョーの連携攻撃に敗れ去った。「ガッデム」とよく口走る。
シミラ
魔法のキャンディーを作った魔法使い。また、7巻2話では願い事が現実になる短冊の製作も担当した。語尾に「ザンス」をつける。
ジュキッド
男道場の熱血師範。非常に厳しい性格の武闘派で、カービィたちに男としての熱血指導を与えた。カービィを見込みのある男と言わしめたが、最終的にはカービィが女として生きると言い出し、呆然とした。また、防犯グッズのせいで家に入ることが出来ないカービィを「男なら当たって砕けろ!!」と叱咤し投げ飛ばした。
柔道師範だけあって戦闘力が高くファイターカービィと互角の打ち合いをしたほか、原作では使用しない蹴り技を披露した。また、雑誌掲載時は「ジョキッド」と誤記されていたが、単行本4巻で訂正された。
テッドホーン
ゴースト屋敷に住んでいる、とても恐ろしいと噂の幽霊。笑い方は「ヒヒヒ」。怖がらせることを生きがいとしているが、本人もお化けが苦手という矛盾したキャラ。カービィたちに招待状を送るが、それはカービィたちを怖がらせるために屋敷におびき寄せるための罠であった。屋敷に入ったカービィたちを怖がらせるが、カービィだけは怖がる様がなく楽しんでいたため、あの手この手でカービィを怖がらせるがどれも失敗に終わる。全く怖がる身振りを見せないカービィに痺れを切らし目の前に姿を現すが、階段から転倒してコブだらけになったカービィを見て逃走。最終的にはカービィの天真爛漫さに呆れ「たのむからこの屋敷から出てってくれ〜!!」と泣き喚いた。それ以降は音沙汰がなかったが、8巻第2話にてドロシアと共に久しぶりに登場し、デデデチームの一員として綱引き大会に参加するが、セリフはなかった。
キャパー
テッドホーンの部下。カービィたちを怖がらせるためにテッドホーンの手伝いをしていたが、カービィに吸い込まれ、ゴーストをコピーされた。コック係のキャパーは、料理のポルターガイストを食べ尽くしたカービィに「ここのシェフは腕がいいのだ」と感心され、嬉しげに目を輝かせた。
スクイッシー
無人島に漂流したカービィとデデデが出会ったイカ。カービィがイカダのつもりで作ったイカの木像を神様だと思い拝んだ。その礼としてカービィたちをプププランドへ送っていこうとするが、カービィが船を呼び寄せるときに出した大声にぶつかってしまい、結局二人は漂流する羽目になってしまった。
タック
ネコのような泥棒。カービィと組んで「怪盗フルムーン」を結成。カービィのボケに振り回されながらも順調にデデデ城に忍び込み、饅頭を盗んでいった。語尾に「 - にゃ」をつける。
フラッフ
毛糸の世界の王子で、魔法の靴下の持ち主。温厚な性格だが、デデデを「おっさん」というなど毒舌な一面もある。カービィと出会うまでは家来ばかりで友達というものがいなかったため、友達の多いカービィを羨ましがっていた。8巻第2話では毛糸の国を救ってくれたお礼として特殊な毛糸で作られた綱をプレゼントした。
デンデン
カタツムリのような敵キャラ。毛糸の世界に迷い込んだデデデを襲ったが、カービィによって毛糸玉にされたデデデに倒された。
原作ではザコ敵だが、本作ではボスキャラ風の魔物という設定となっている。
マルゾー
サイクロプスを小さくしたような敵キャラ。フラッフ曰く悪戯好きとのことで、集団でフラッフから魔法の靴下を盗み出したが、メタモル能力によってビッグロボに変身したカービィによって倒された。
デンデンと同じく、原作ではザコ敵だが、本作ではボスキャラ風の魔物という設定となっている。
ネクロディアス
プププランドを闇にしようと企む魔人。その計画の邪魔になるカービィを10人に分裂させ、どこかへと消え去った。その後、自分を倒そうとせずに帰ろうとするカービィたちに対し「スタンバイしとるこっちの身にもなれ!!」と怒り、苛立ちに任せて所構わず稲妻を放ちまくった結果、ドロッチェ達まで10人に増やしてしまった。しかも彼らを元に戻すのを面倒臭がり、責任をとろうとせずに逃げ去っていった。
ドクロン
ネクロディアスの手下。10人に分裂し弱体化したカービィとその関係者を始末しようと襲撃するが、リンゴを守るために一致団結した10人のカービィによって返り討ちにされた。語尾に「 - っキ」をつける。
リック / クー / カイン
ハムスターのリック、フクロウのクー、マンボウのカインからなる3匹。8巻第3話ではシルエットではあるものの天の声でカービィを導くという役回りとして登場したが、正式な初登場は同巻の第1話の1コマのみである。
ギャラクティックナイト
宇宙から来た最強の騎士。非常に粗暴かつ攻撃的な性格で、セリフの語頭や語尾に「オラオラー!!」をつけるなど気性の荒い一面を幾度となく見せているが、スイーツや女性が大好きという一面を持ち、スイーツを食べることとスイーツ好きの女性と結婚することが夢。一人称は「オレさま」および「オレ」。
カービィが買ったロールケーキを奪おうとするが、前述の女性好きという点を利用したバウの奇策により、女装したカービィに一目惚れしロールケーキは諦める代わりに自身と結婚するよう求めるが、カービィがリボンを置いて去ってしまったため落ち込んでしまうが、持ち前のポジティブさで「自身にほれて逃げてしまった」と早合点しリボンの女性がカービィだと気づかないまま探し続けることとなった。
バイオスパーク
プププランドに住む忍者。カービィの滅茶苦茶なクナイの投げ方に憤り、彼に忍者勝負を仕掛ける。しかしカービィの珍妙な忍術にナックルジョーたちが面白がっていることに悔しさを覚え始め、変化の術で大蛇に変身するが、ミニマムを使ったカービィのハエのコスプレに翻弄され、胴体が絡まって身動きが取れなくなり敗北した。
舞い降りた木の葉を手裏剣で真っ二つにするなど忍者としての実力は高いが、少々忍者の三病の一つである「相手を侮る病」にかかり気味の自信家でもあり、事あるごとにカービィを嘲る場面が度々あった。また、作中では原作ゲームにはない分身の術や変化の術を披露した。
バードン
空を飛んでいたところを飛んできたカービィが買ったアイスクリームをそのまま横取りするが、カッターカービィのカッターブーメランを受けた。
ウォーキー

ノディ

クィン・セクトニア
フロラルドの女王。「プププランドを支配する計画」を実行するためにプププランドに来たが、すぐに止めた。しかし悪役だった頃の名残りがあるらしくカービィを美味しそうに思ったり、平和アレルギーという特異なアレルギー性質で平和を壊そうとしたり、暇潰しに世界を潰そうと考えるなど、ちょくちょく悪役になることがある。力加減も苦手で、ケーキを切るだけでも星が割れるほどの全力をだしている。ゲーム版とは対照的な性格で、ドロシア同様可愛らしく描かれているが、悪役の面が出ると四白眼に変わる。蜂の姿であり、本来の蜘蛛の姿は登場していない。
ペインシア

ファニーロバッツ

トグ・ロ・ガラーガ
クリスタルスルメがある神殿に住んでいる大ヘビ。
フレイムガルボロス
巨大な栗の実を守っている巨大な栗のラスボス。
ギャラクティック・ノヴァ
どんな願いも一つだけ叶えてくれる機械の大彗星。一度聞き入れた願いを取り消すことは出来ず、本作では「皆でお祭りをする」願いを叶えた。
シャドーカービィ
カービィ達の夢の世界の住人を率いて「シャドー軍団」を結成し、ノヴァの力で自分たちと現実のプププランドの住人たちを入れ替えようとした夢の世界のカービィ。邪魔されないように現実の住人たちを眠らせる虹を発生させたが、その影響を回避したカービィ、デデデ、メタナイトと激突する。マルクを殴り飛ばすほど強く、カービィと取っ組み合いになっても押しのけてノヴァに願いを告げようとしたが、直前にカービィと「入れ替える！」「お祭り！」という願い事の言い合いをしたせいで（カービィの願いはシャドー軍団も一緒にお祭りをする事だった）、間違えて「お祭りをするって言ってるだろー！」と叫んでしまい、取り消そうとするもむなしくお祭りが始まってしまった。その後カービィ達とは和解し、夢の世界に戻った。ただし、『鏡の大迷宮』に登場するものと似た鏡を出現させる場面がある。
ブラックデデデ
シャドー軍団の一員。現実のデデデとハンマーで怒涛の殴り合いを繰り広げ、相討ちに倒れた。その際どちらもお互いを「わがはい」と呼んでいる。さらに、持っているハンマーのデザインががデデデのものと異なる。
ダークメタナイト
シャドー軍団の一員。なぜか彼だけシャドーカービィが出した鏡にメタナイトが映ることで登場している。仮面の左側にタテの切れ目がある。
メガタイタン

クレイシア
エリーヌのパートナー。本作では洗脳時の姿で描かれている。
スキッドランス
カービィの家のプールを占拠した巨大イカ。
グリル

秘書スージー
ハルトマンワークスカンパニーの女性秘書。
ウィスピーボーグ

インベードアーマー

プレジデント・ハルトマン
ハルトマンワークスカンパニーの社長。
ダークマター
プププランド征服を目論む闇の剣士。プププランドを支配するために来襲するが、皮肉にも初登場話が最終話であることに気づかず、バウたちからそのことを指摘されたことに困惑したところをマルクに蹴り飛ばされ、彼から説教を食らった。

### モブキャラクター
ワドルディ
登場回数の多いザコキャラクター。作中で目立った活躍はなかったが、3巻第4話ではクイズ!ププサゴンの参加者として出演。他にもプププランド学芸会で黒ずくめの服を身にまとい、カービィに呼び出され、バウとナックルジョー、フロスティにわくわく温泉の無料チケットを買収し仲間にさせた。
5巻第3話では巨大輪ゴムぱっちんの作動係を務めた。7巻12話ではカービィの仲間として登場するが、3人と違って目立った活躍やセリフも無かった。
ワドルドゥ
ワドルディ同様、登場回数の多いザコキャラクター。ワドルディよりも最もモブ的な登場が多い。
5巻では巻末クイズの3問目の選択肢の一つに入れられていた。また、8巻第2話ではカービィチームの一員として綱引き大会に参加するが、第2回戦目にてナックルジョーの策略によりカービィに吸い込まれてビームをコピーされた。
カクサン
サボテンの姿をしたザコキャラクター。ワドルディやワドルドゥほど頻度は多くないが、モブキャラの中にひっそりと登場している。コロコロ編集部藤本のお気に入りのキャラクターでもある。
7巻5話では、学芸会の桃太郎コンテストの主役候補の優勝者となった。

### オリジナルキャラクター
谷口あさみ
この漫画の作者。編笠を被っている。貧乏な生活を送っているそうだが、これが実際に作者から反映されたものかどうかは不明。おでんやスルメが大好物らしく、登場する際にはスルメなど作者の好物を持っていることがある。
樫本学ヴ
漫画『ぼくはガリレオ』や『キメルのYOYO!』などの作者で、蜜柑の帽子を被っている。1コマのみではあるが、2巻第6話にて観客として特別出演した。
パンま
カービィが「パンまつり」のことを「パンまを釣る大会」と勘違いしたときに出した紙に書いたカービィの想像した全長7mの魚で、外見はオッサン顔に唇が尖ったブサイクな魚。当初は想像画にすぎなかったが、後に実在することが分かった。スクリーントーンを異様に多く使う。
4巻第4話には海の中で泳ぐところが確認されているが、このコマは小さくしないといけなかったためにやむなく「パンま」をデデデの体長ほどに変更した。また、4巻第8話でデデデが「熱帯魚が欲しい」という要望を聞き入れてカービィがプレゼントとして持ってきた。
もじゃもじゃ
カービィの家に溜まり、自我を持ち始めたホコリ。カービィたちとの激闘の末、カービィによって吸い込まれた。しかしこの後その能力をコピーしてしまい、カービィの体がホコリまみれとなった。
防犯ロボ
カービィが泥棒対策として購入した防犯グッズの一つ。数十体も購入していたようで、リーダー格の個体は王冠を被っている。笑い方は「シャシャシャシャ」。カービィが自宅に入れなくなった間に人格を持つようになり、カービィ家を占拠してしまった。カービィと家をめぐる対決の末敗北し、仲間たちと共に新たな居場所を探す旅に出た後、バウの家に居候することになった。
鳥さん
卵から産まれた小鳥。昼寝中のカービィの頭に落っこち、カービィを母親と慕う。餌の取り方や生きていく上で必要なテクニック等をカービィに教わった後、仲間の鳥の群れと共に旅立った。カービィは別れに深く落ち込んだが、皆が変顔をしたおかげで元気を取り戻した。

## 作中に登場する主な用語

### 作中のキーワード
奇跡の毛
読み切り版に登場。1つだけ願いが叶う伝説の毛。
プププ丼
1巻第1話に登場。大食い大会の優勝賞品。プププランドの料理の鉄人コックンが作った料理（材料はバニラ・イクラ・ウニ・プププ米・メロン・コーンフレーク・チョコレートシロップ）。ゲテモノ料理としか思えない外見からクールに「旨いのか、あれ！？」とツッコミが入った。
カービィ用コート
1巻第3話でカービィが着ていたカービィ専用のボディフィット型コート。数十枚あるようで、6巻第2話では何着も着用して巨大化（着膨れ）し、内部を居住空間にしたことも。同巻カバー裏の裏表紙で、夏用・冬用の2種類あることが判明した。
スーパー炊飯器
1巻第4話に登場。デデデ城にある「いくら食べてもご飯が減らない」炊飯器。普段から存在していたかのように登場し、カービィとドロッチェ団が盗もうとしていた。
ダガシくん
1巻第5話に登場。ドクが開発した巨大ロボット。操縦室が駄菓子屋になっており、100円を入れないと動かない。搭載している武器は駄菓子を乱射する「ダガシランチャー」、ラムネを思いっきり振って発射する砲撃、チョコ棒を振り回す「チョコセイバー（十刀流）」、相手を掴んで振り回す「チューインガムバンジー」の4つ。
プププ警察
1巻第6・7話に登場。警官はボンカース、バウ、Mr.フロスティ、クール（制服は着ていない）、カービィ。帽子のマークは旭日章ではなく、作者が好きなスルメ。
宝剣ギャラクシア
メタナイトが所有する宝剣。メタナイトがこの剣を落とした際にデデデ大王が拾ったらしく、1巻第6・7話ではもーれつ美術館に展示されていた。実は充電式。
ヤドガインくん
1巻第9話に登場。ドクが開発した原作にも登場するヤドカリ型の巨大ロボット。カービィに「ドロッチェ団の自由研究すごーい!!」と勘違いされた。
ジャンボデリカットエレキテルメロン
2巻第1話に登場。カービィがエアコンを修理する際にデデデが用意した超高級メロン。空気の澄んだ産地で育てられ、その果肉は甘くてジューシー。30万円という高値で売買されるほどの絶品である。
ファッティホエール
2巻第2話に登場。プププランド一巨大なクジラ。超ポピュラーな釣りスポットである地底海に住んでいる。何でも飲み込む癖があるらしく、9巻第4話ではクリスマスツリーで釣りをしたカービィと近くにいたナックルジョーたちを丸飲みにする（1ヶ月前にメタナイトも丸飲みにしていた）が、カービィに体内から上へ押し上げられた。
タイムマシンくん
2巻第3話に登場したタイムマシン。見た目がアヒル型のおまるに似ているため、カービィから「おまるくん」と言われた。
魔法の絵筆
2巻第4話に登場。魔女ドロシアが持っている絵筆。描いたものを実体化させる能力を持っている。
コロコロ31年分
2巻第9話にて、ドロッチェ団とのお別れにカービィの熱い思い（厚くて重い）のこもったプレゼント。その多さからドロッチェに「いらんわー!!」と言われた。
ドッジボール型ミラーボール
2巻第10話に登場したドッジボール大会の優勝賞品。カービィチームとデデデチームがこの賞品を巡って対決した。
モーレツ戦隊プププレンジャー
3巻第1話の特撮番組に登場した戦隊ヒーロー。カービィはこの戦隊を真似て結成した。構成はレッドがカービィ、イエローがガオガオ、ブルーがクール、茶色（ブラウン）がバウ。バウは自分だけ濁った色であることに涙を流していた。
スイカ大明神のスイカ
3巻第2話に登場。プププランドの海岸に祭られているスイカ。このスイカを食べると体が大きくなってスイカになるという祟りが起こる。祟りに掛かった場合は、スイカ割りをすれば元に戻る（ただし体の大きさだけは元に戻らなかった）。
トロピカルマウンテン
3巻第4話に登場。クイズ!ププサゴンの優勝者に送られる賞品の巨大なフルーツパフェ（優勝したカービィに全て食べられた）。
わくわく温泉
3巻第6話に登場。とある島で船から下りてすぐの場所にある。
はだしブーツ
3巻第7話でカービィがどこからか手に入れ、履いていた人間の裸足の形をしたブーツ。デデデ大王たちはこのブーツでできた足跡を雪男だと思い込んでいた。
魔法のキャンディ
3巻第9話に登場。シミラが作った魔法の掛かったキャンディ。これを食べると体が小さくなる（1日経つと元に戻る）。
カービィもっこり
3巻第12話に登場。宝箱に入っていたカービィ顔のまりもっこりの姿をした最近流行りの人形。
爆弾
4巻第3話に登場。デデデ大王がカービィにハンバーガーを横取りされた仕返しと日頃の恨みを晴らすために、カービィに取り付けた巨大な爆弾。時限式だが、これはハッタリで制限時間が0になると目覚ましのような警告が出る（鳩の鳴き声と音楽隊の演奏、電子音がなる）だけで、起爆装置を押さない限りは爆発しない。
真夏の太陽
4巻第4話に登場。プププランドの海底に眠る秘宝で、デデデ曰く「太陽の如く眩い光を放つ」クリスタルと言われている。劇中では、タコの後頭部やサメの卵に間違えられた。また、この秘宝に触れると文字通りその年の夏の間「真夏の太陽」になるという呪いがある。
サメスーツ
4巻第4話に登場。その名のとおり、サメの形をしたスーツ。泳ぎやすいらしい。
鬼発見器
4巻第10話に登場。豆まき大会でナックルジョー達が使用した鬼の人形。「鬼」の罵言を言われた人に捕まり、捕まった人は鬼役となる。一度に複数の「鬼」を発見したため、爆発しながら激怒。空から大量の豆を降らせた。
小物入れ
5巻第2話に登場。バウが100円ショップで買った運動会の優勝賞品。出場者全員がこの商品を賭けて大奮闘したが、ペイントローラーは「そんなに欲しいか！？」と微妙な反応をしていた。
願いの叶うキャンディー
5巻第5話でカービィが道端で拾ったキャンディー。そのキャンディーを舐め終わると願いが叶う。20××年、その情報を目に付けたデデデ大王やコックカワサキなどのプププランドの住人がキャンディーをめぐって壮絶な大乱闘を繰り広げた。
防犯グッズ
6巻第4話でカービィが防犯対策として購入したグッズ。パンチグローブのようなグッズの他、その中の一つである防犯ロボ（#オリジナルキャラクターを参照）が原因で、カービィはしばらくの間家に帰る事ができなかった。
幻のプリン
6巻第8話に登場。カービィ達が洞窟で見つけたプリン。このプリンを食べた物は不幸になるらしいが、実際は「昭和13年に製造された物」であり、手に入れた時は既に賞味期限が切れて中身が腐っていたため、それを知らずに食べたカービィ達は下痢を起こした。
願い事が現実になる短冊
7巻第2話に登場。シミラが作り上げた魔法のかかった短冊で、短冊に書いた内容が現実になる。カービィがこれに落書きをしたせいでデデデ城がリンゴになった。
カメの卵
7巻第4話で十五夜にカメが産んだ卵。カービィが月見団子を全部食べた時にナックルジョーが代用したが、バウたちがカービィを無理矢理食べさせた結果、カービィの体内で孵化した（この後、カービィとナックルジョーはバウ達にみっちり怒られた）。
金の鯉のぼり
7巻第10話に登場。どんな願いも叶える純金製の鯉のぼりで、森にある釣り橋の近くの洞窟に隠されていた。カービィ達とドロッチェ団との争奪戦の末、川に流れてしまうが、それを拾ったガオガオの「カービィ達のように強くなりたい」という願いを叶えた。
も〜れつドーナツ
7巻第11話に登場。コックカワサキが販売した大人気のドーナツ。カービィが最後の1個を購入するが、チリーにぶつかった拍子に転がり落ちた（カービィがようやく捕まえた時には既に泥まみれになっていた）。ただ転がっているだけでデデデの顔をめり込ませる、ナックルジョーとガオガオが用意した壁を破壊するなど、攻撃力が高い。
カービィの着ぐるみ
8巻第2話に登場。星のカービィ生誕20周年記念としてコロコロ編集者が用意した綱引き大会の優勝賞品。
リアルすごろく

デデデ大王の銅像
9巻第7話にて建てられたデデデの銅像（バウたち曰く「（顔が）似てない」）。野球をしていたカービィの不注意で首が取れてしまい、接着剤で直す際にカービィのハンマーによって木っ端微塵に崩壊した。その後、デデデに見つかり修理するがなぜか顔が6つある不気味な形になった。
宇宙一おいしいチョコレート

宇宙船ローア

きせきの実

サーカス団

星型のドーナツ

クリスタルスルメ

超クール扇風機

栗ごはん

トロピカ〜ル風味魚介入りリミテッドエディション納豆鬼盛り肉まん

リンゴのクリアファイル

ハナミズトマリ草

魔法のステッキ
11巻第9話に登場。カービィ曰く「とんでもない魔法の力がある」木の棒。力任せに木を倒したり、サーフボードとして使われたり、カービィが重症を負った際に松葉杖の代わりとして使われた。
お菓子の家

ザ・チリーズ

ものすごいお年玉

千年桜

ハルトマンワークスカンパニー

ロボボアーマー

サプリメント

### 作中の建物および地名など
プププランド
カービィ達の住む国。レストランやコンビニすらない田舎という設定だったが、後にドロッチェイレブンやデデーズ、プププデンキなど（いずれも後述）の施設が建造されるなど発展している。地面をへだてた反対側は大都会となっている。また、地中に何故か横断歩道や信号があったりと交通機関が発展している様子。
カービィの家
カービィの自宅。5巻第8話では「（連載開始から）4年くらい帰っていない」事が災いして、家全体がほこりだらけになり、新聞もポストに入り切れないほどたまっていた。6巻第4話で防犯ロボが家を占拠した際は、カービィはバウやナックルジョーの家に居候していた（バウの家に至っては30日も居候した）。それ以前にも3巻第1話の3コマ目から登場しているが（この時は部屋のみ）、前述からすると誰かの家に居候している確率が高い。外の形状は原作同様だが、窓が星型だったりカービィの目のような模様があったりなど独自の形状となっている。
デデデ城
デデデ大王が住んでいる城。カービィは度々デデデ大王の料理を食べるためにここに来ることがしばしば。形状はアニメ版に近い。7巻第2話では、願い事が現実になる短冊によって暫くの間城全体がリンゴになったことがあった。
ポップスター
カービィ達の住む宇宙一輝く星。作中では11巻第1話で初めてこの名が使われた。
ドロッチェイレブン
1巻第2話でドロッチェ団が経営するコンビニ。ドロッチェが全国チェーン展開して一攫千金を得るために創業したが、カービィが店の商品を全部吸い込んでしまったため、経営破綻した。
プププ山
1巻第3話でドロッチェ団がペンギーに雪掻きのバイトを依頼された山。また、2巻第5話ではカービィたちはこの山にハイキングした(1コマ目の看板より)。
も〜れつ博物館
1巻第6・7話に登場した、デデデ大王が館長を勤める博物館。メタナイトが落とした宝剣ギャラクシアはここに展示されていた。
プププ森
ウィスピーウッズが移住した、いかにも迷いそうな森。森の中には奇妙な生物が生息している。電気が通っている。
地底海
2巻第2話に登場。プププランドの秘境の奥の洞窟にある海。魚や海鳥のほか、大クジラのファッティホエールやサメのガブリエルが生息する。また、ガイドブックに載るほど最もポピュラーな釣りスポットでもある。
ドロッチェ団アジト
ドロッチェ達が住んでいるアジト。外見は民家に近い。冷暖房（クーラー）が無い上に通気性はゼロ、更に窓も開かないため、夏場は地獄のような暑さであるという。
デデーズ
2巻第7話に登場したデデデ大王が店長を勤めるレストラン。
スイカ大明神
3巻第2話に登場。Mr.フロスティが営む海の家の近くにある。スイカの象と8分の1切りのスイカが供えられている。そのスイカを食べてしまうと、巨大化し体の模様がスイカになってしまう。カービィはそのスイカをおいしいと言って食べた。スイカを割ることで模様のたたりは解けるが、巨大化のたたりは解けない。
もーれつピザ
3巻第3話に登場。Mr.フロスティ、ペイントローラー、カービィ、クールが働くピザ屋。隣には、ミセス・モーリィの家に繋がるエレベーターがある。
ミセス・モーリィの家
3巻第3話に登場。地中にあり、もーれつピザに繋がるエレベーターがある。
バウファイターの家
3巻第4話より登場。農村の民家のようなシンプルな形状。カービィが防犯グッズによって帰宅できなくなった際、30日間も居候されたり、ギャラクティックナイトの放ったレボリューションビームで真っ二つにされるなど、悲惨な目に遭うことが多い。また、十五夜の月見スポットでもある。
キャンディ山
3巻第7話に登場した雪男が生息していると言われている山。大声を出すと雪崩が起こり、作中では2回起こっている（1回目はカービィが雪男を呼んだ時、2回目はカービィが面白がってもう1回大声を出した時）。
戦艦ハルバード
メタナイトがだらけきったプププランドを征服するために駆り出した戦艦（本作では「空中戦艦」となっている）。5巻第3話ではメタナイトがこれを使ってデデデ城に侵入しようとした。
男道場
4巻第1話に登場したジュキッドが師範をする道場。壁には昼食時などに使うバネが取り付けてある。近くに「コックカワサキのケーキ屋」がある。
コックカワサキのケーキ屋
男道場の近くにあるコックカワサキが経営するケーキ屋。昼過ぎに「イチゴモンブラン」のタイムサービスがある。
プププ谷
4巻第2話でカービィたちが遠足でさくらんぼ狩りに行くことになった谷。
三ツ星レストラン
4巻第10話に登場したコックカワサキが営むレストラン。同話ではカービィに食い逃げされている。
占いの泉
4巻第11話に登場したカービィが経営する占いの館。占いが当たると評判のようだが、実際には裏方（バウ、ナックルジョー、フロスティ、ペイントローラー）が台本通りに行っているという仕込み。
プププデンキ
5巻第1話に登場したカービィが店長を務める電化製品店。特にテレビコーナーでは、マトリョーシカ人形のようなオプションがついているテレビや料理をしてくれるテレビ（実際はカワサキが変装している）、録画・再生機能つきでアニメやバラエティが50チャンネルも見られるウルトラスーパーハイビジョン（今一番人気の商品とのことだが、リモコンはなぜかキャンディ山に固定されてある）、空気清浄機内蔵テレビなどが販売されている。ポイント制度はエコポイントならぬタコポイントである。
も〜れつ温泉
5巻第7話にて、福引で温泉チケットを当てたカービィたちが温泉めぐりの際に訪れた温泉。美肌、美顔効果のある（同時に少女漫画のような絵柄になる）「メタナイト湯」や入浴すると劇画タッチになる「男湯」、入浴した人の人数が数百人に増える「あなたの魅力が100倍になる湯」などがある。これらの効果はシャワーを浴びれば元に戻る。なお、デデデはとある温泉に入って全身が四角くなっていた。
ユーレイ洞窟

デデデ高原スキー場

プププ高原

回転寿司

浮遊大陸フロラルド

ロリポップランド

古代神殿

セブントピア

プププ学園

### 作中のイベント
本作では『星のカービィシリーズ』のゲームソフトの影響で別のゲーム・番組をモチーフにした漫画も存在する。
大食い大会
1巻第1話に開催された大会。優勝賞品は料理の鉄人コックンが作ったプププ丼。
超乱闘デスマッチ
2巻第6話で開催された『大乱闘スマッシュブラザーズ』をモチーフとしたバトル大会。この大会でカービィ、メタナイト、デデデ大王がお年玉を巡って壮絶なバトルを繰り広げた。
ドッジボール大会
2巻第9話で開催された球技大会。優勝賞品はドッジボール型ミラーボール。
クイズ!ププサゴン
3巻第4話でチップとビルゲが司会を勤めたクイズ番組。『クイズ!ヘキサゴン』をモチーフとしている。参加者はカービィとデデデ大王、ワドルディ。クイズの内容は実在の芸能人や『星のカービィ ウルトラスーパーデラックス』などについての問題が出た。商品は人気スイーツの『トロピカルマウンテン』。
学芸会
カービィチームとデデデチームが戦い合うイベント。カービィチームは桃太郎、デデデチームは赤ずきん。勝利チームの商品はカラオケの1時間無料券。
春のもーれつパンまつり
チップとビルゲが司会を務めた、ただ普通にパンを食べるだけという単純な祭り。カービィは「パンま釣り」と勘違いしていた。
豆まき大会
節分に開かれる大会。鬼発見器を使い、鬼発見器につかまり鬼になった相手に豆を当てるというシンプルなルール。
プププランド運動会
カービィチーム、デデデチーム、ナックルジョーチームが競い合う大会。優勝賞品は100円ショップで買った小物入れ。
まつたけ大会
秋に開催される大会。狩ってきた松茸の大きさを競う。カービィは「まったり大会」とまた勘違いしていた。優勝商品は秋の味覚セット。
流しそうめん大会
夏に開催される大会。流れてきたそうめんを掴み、ふもとのゴールにある麺汁に付けて食べた人が優勝となる。優勝商品はカラオケの1時間無料券。
極寒マラソン大会
冬に開催される大会。猛吹雪の中、体育着で様々な極寒ゾーンを乗り越えてゴールを目指す。リタイアすると風呂に入ることができる。しかしバウの「おつカレー」というダジャレで全員リタイア。更にプププランドが冬最大の寒さで凍りついた。優勝賞品は超高級カレー。
綱引き大会
星のカービィ誕生20周年を記念して、8巻第2話で開催された大会。ルールは3回戦で、2チームの内勝利した回数が多いチームが優勝となる（勝負に関してはバウが1回戦終了後に話したため、彼はデデデチームに袋叩きされる羽目に遭った）。3回戦目では全員が技を出さないと約束し合うが、結局試合開始直後に両チームがあっさり反故にしたため、壮絶な技の出し合いとなってしまった（クール曰く「このチームでこうならない（約束を破らない）筈がない」）。
荒野のカービィ! もーれつバトルアワー!
8巻第3話にて、星のカービィ誕生20周年記念に製作された映画。題名が表す通り作風が『北斗の拳』のような世界観となっている（そのため、デデデは「別漫画だ!!」とツッコミを入れていた）。
かくれんぼファイト

つり大会
9巻第4話にて開催された大会。一番大きい魚を釣った人が優勝となる。カービィは「ツリー大会」と勘違いしていた。
もちつき大会

スイカわり対決

スタンプラリー

大乱闘枕投げ大会

ラジオ体操
1巻第5話で開催。カービイとクールが、ドロッチェ団のアジトの上で朝の五時から「YO、YO、朝だYO、今日も始まる、プププな1日、三度の飯より4度の飯YOー」と歌いながら、プププランドの住民達が体操をする。
レース大会

サッカー大会

も〜れつ鬼ごっこ

### 番外編漫画
超特別偏「毛糸のカービィ」の漫画ストーリー
月刊コロコロコミック2010年10月号付録「『毛糸のカービィ』バトルガイド」に収録された。
カービィが「珍しいトマト（メタモルトマト）」を追いかけ「魔法の靴下」に吸い込まれてしまう。そこは「毛糸の世界」で、カービィ、デデデ大王、メタナイトは毛糸の姿になっていた。一行は王子「フラッフ」と出会う。「マルゾー」という魔物が、かつて、王子フラッフの大切にした宝物だった魔法の靴下を盗んだという。そこで「メタモルリング」でカービィが「メタモル能力」の一つ、ビッグロボでマルゾーたちを倒した。ところが、魔法の靴下がボロボロになってしまい、当分プププランドに帰れなくなったという。
単行本掲載時のタイトルは「カービィ!! 毛糸の世界で大暴れ!!」。
超特別編「あつめて! カービィ」の漫画ストーリー
月刊コロコロコミック2011年7月号付録「『あつめて!カービィ』あつめてBOOK!」に収録された。
カービィの前に現れた「ネクロディアス」の力によってカービィは10人に分裂してしまった。分裂したことでコピー能力が使えなくなり、軽く殴られただけでダウンするほど打たれ弱くなっていた。そこでネクロディアスの手下「ドクロン」が現れ苦戦するが、10人のカービィが協力し合うことでドクロンを撃退。しかし、リンゴを1人分に分割して食べることになった事に憤怒し、ネクロディアスを退治をするため、10人のカービィの冒険が始まったという。
単行本掲載時のタイトルは「恐怖のネクロディアス!! カービィが大あばれ!!」。

## 書誌情報
- 谷口あさみ 『星のカービィ! も〜れつプププアワー!』 小学館〈てんとう虫コミックス〉、全13巻
  1. 2007年8月22日発売、ISBN 978-4-09-140354-4
  2. 2008年6月27日発売、ISBN 978-4-09-140654-5
  3. 2009年4月28日発売、ISBN 978-4-09-140790-0
  4. 2010年2月26日発売、ISBN 978-4-09-140899-0
  5. 2011年2月28日発売、ISBN 978-4-09-141200-3
  6. 2011年9月28日発売、ISBN 978-4-09-141343-7
  7. 2012年5月28日発売、ISBN 978-4-09-141440-3
  8. 2013年3月28日発売、ISBN 978-4-09-141630-8
  9. 2014年2月28日発売、ISBN 978-4-09-141700-8
  10. 2015年2月27日発売、ISBN 978-4-09-141878-4
  11. 2015年8月28日発売、ISBN 978-4-09-142030-5
  12. 2016年4月28日発売、ISBN 978-4-09-142159-3
  13. 2016年11月28日発売、ISBN 978-4-09-142229-3